# 오쿠다 게이와
오쿠다 게이와(奥田 敬和, おくだ けいわ, 1927년 11월 26일 ~ 1998년 7월 16일)는 일본의 정치인이다. 중의원 의원, 자치대신 겸 국가공안위원회 위원장, 운수대신, 우정대신을 지냈으며, 자유민주당 소속 시절에는 다케시타파 7봉행 (竹下派七奉行)의 한 사람이었다.

## 약력
이시카와현의 이시카와군 출신으로, 와세다 대학을 졸업하였다. 기타코쿠 신문 (北國新聞) 도쿄 지사 정치부에서 활동했으며, 1967년 이시카와 현 의회 의원 선거에 입후보 해 당선되었다.
1969년 제32회 중의원 의원 총선거에 자유민주당 공인으로 이시카와 현 1구에 입후보 해 당선되었고, 당선 후에는 사토 에이사쿠 파벌(주산회)을 거쳐 다나카 가쿠에이 파벌(목요 클럽)에 속하였다.
다나카 파벌의 주요 인물로 성장해, 1983년 제2차 나카소네 내각에 우정대신으로 첫 입각하였다. 후에 다케시타 노보루 파벌에 합류했으며, 1989년부터 1990년까지 자유민주당 국회대책위원장, 1990년 제2차 가이후 내각의 자치대신 겸 국가공안위원회 위원장, 1991년 미야자와 내각의 운수대신을 지냈다.
다케시타 파벌(경세회)이 분열되었을 때에는 오자와 이치로, 하타 쓰토무, 와타나베 고조, 니카이 도시히로 등과 개혁포럼21(하타·오자와파) 을 결성하였으며, 1993년 미야자와 내각 불신임안에 찬성해 자유민주당을 탈당하고, 신생당 결성에 참여하였다. 총선거 후 중의원 의원 운영 위원장이 되었으며, 야당이 된 자유민주당뿐만 아니라, 일본 사회당 등 연립 여당을 상대로 국회 운영을 하였다.
자유민주당, 사회당, 신당 사키가케가 연립한 무라야마 내각의 성립으로 신생당이 하야한 후, 구 연립 여당이 합류한 신진당에 참여하였다. 1996년 총선거 패배 후, 신진당을 탈당을 결의한 하타 쓰토무와 함께 태양당을 결성했으며, 그 후 야당 재편으로 민정당을 거쳐 민주당에 합류하였다. 1998년 위암으로 70세의 나이로 사망하였다.
장남 오쿠다 겐은 일본 민주당 소속 중의원 의원이다.

## 역대 선거 기록
|  | 0% |

|  | 13.84% |

|  | 18.28% |

|  | 27.3% |

|  | 28.75% |

|  | 30.18% |

|  | 26.55% |

|  | 26.13% |

|  | 33.25% |

|  | 37.54% |

|  | 49.36% |

## 같이 보기
- 한일의원연맹
- 제2차 나카소네 내각
- 제2차 가이후 내각
- 미야자와 내각
- 자유민주당